# Kazuo Shinohara

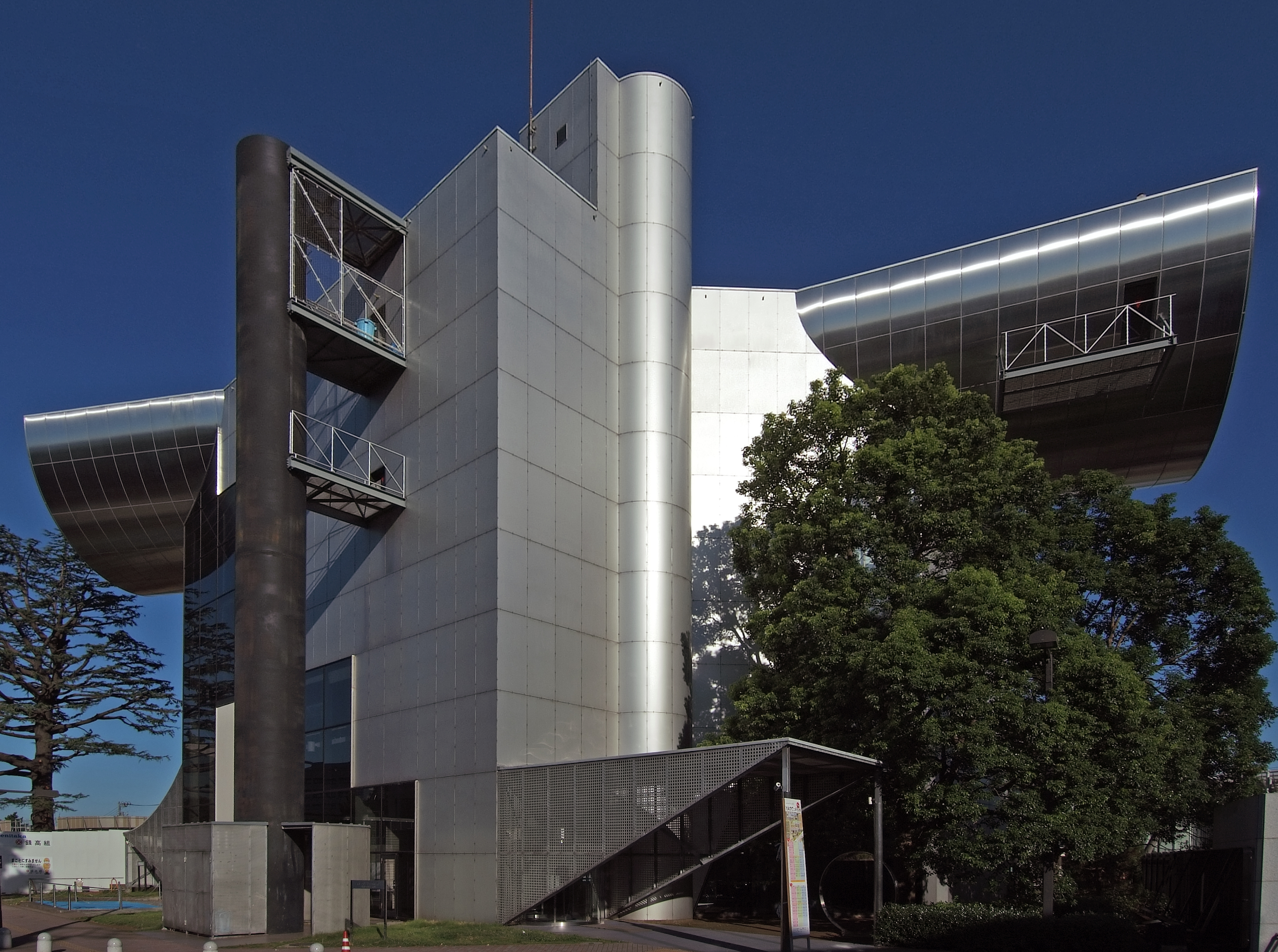
Tokyo Institute of Technology Centennial Hall

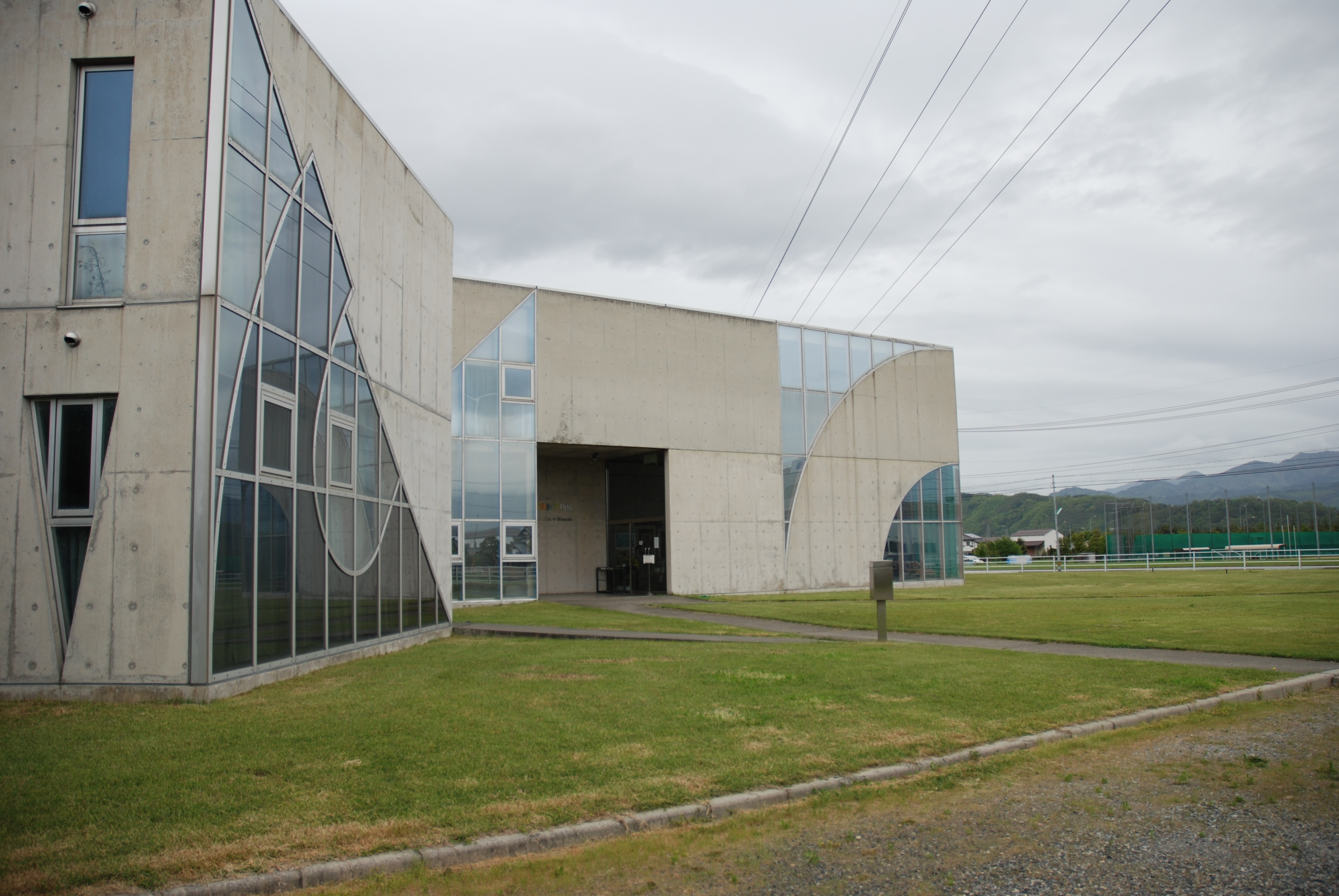
Japan Ukiyo-e Museum

Kazuo Shinohara (japanska: 篠原 一男), född 2 april 1925 i Shizuoka, död 15 juli 2006 i Kawasaki, var en japansk arkitekt.
Kazuo Shinohara utbildade sig på Tokyo Institute of Technology och tog examen 1953. Han disputerade 1967 med avhandlingen "Study of the Space Composition of Japanese Architecture" och blev professor på Tokyo Institute of Technology 1970. Han har ritat ett trettiotal bostadshus och ett antal offentliga byggnader i Japan.
Kazuo Shinohara var portalfiguren för "Shinoharo-skolan", vilken inspirerade verk av Toyo Ito, Kazunari Sakamoto och Itsuko Hasegawa. Han fick 2005 Architectural Institute of Japans (AIJ) stora pris. År 2010 tilldelade  Venedigbiennalen honom ett särskilt minnes-guldlejon.

## Verk i urval
- Umbrella House, Nerima Ward i Tokyo (1961)
- Japan Ukiyo-e Museumi Matsumoto (1982)
- Tokyo Institute of Technology (TIT) Centennial Hall i Tokyo (1987)
- Kumamoto Police Station, Kyushu (1990)
- K2 Building i Osaka (1990)